# VTV1
VTV1 là kênh truyền hình thời sự – chính luận – tổng hợp và cũng là kênh đầu tiên của Đài Truyền hình Việt Nam. Kênh tập trung vào các chương trình thời sự, chính luận do Ban Thời sự của đài thực hiện với các bản tin, chuyên mục nhằm truyền tải thông tin cập nhật đến người xem, đồng thời giữ vai trò chủ đạo trong công tác tuyên truyền, định hướng dư luận của Đảng Cộng sản Việt Nam và Nhà nước Việt Nam. Bên cạnh đó, vào một số khung giờ nhất định, VTV1 cũng dành một phần thời lượng để phát sóng các chương trình tổng hợp khác của VTV.
Trong dịp Tết Nguyên Đán, VTV1 là kênh đảm nhiệm tín hiệu cho các đợt hòa sóng Tết Nguyên Đán từ 1997 - 1998 & chương trình đêm giao thừa tất niên từ 1999  - 2015, 2018, 2022 & 2025.
VTV1 là một trong ba kênh truyền hình thiết yếu của quốc gia theo Nghị định 06/2016/NĐ-CP về quản lý, cung cấp và sử dụng dịch vụ phát thanh, truyền hình. Hiện nay, VTV1 được phát sóng trong nước trên hệ thống truyền hình số mặt đất DVB-T2, truyền hình cáp, truyền hình số vệ tinh, IPTV và trực tuyến trên mạng Internet. Đây là kênh có tỷ lệ người xem cao nhất tại Việt Nam với tỷ lệ 81.1% trong nhóm các kênh thiết yếu, theo một báo cáo năm 2020 của đơn vị đo lường VIETNAM-TAM.

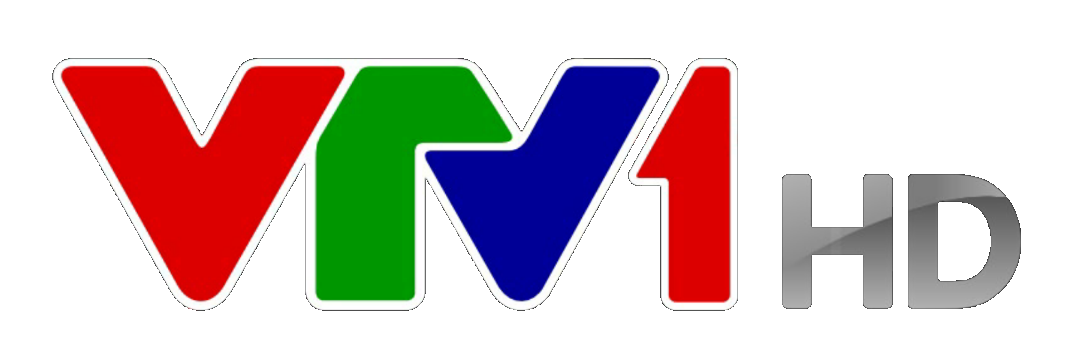
Logo kênh VTV1 HD (31/03/2014 - 01/01/2020; 08/01/2020 - 01/11/2022)

## Cơ cấu tổ chức và lãnh đạo

### Các phòng và đơn vị trực thuộc
- Phòng Chính trị
- Phòng Kinh tế
- Phòng Văn hóa
- Phòng Xã hội
- Phòng Thời sự quốc tế
- Trung tâm Thời tiết

### Trưởng Ban Thời sự qua các thời kỳ
- 1990–2007: Trần Bình Minh
- 2007–2013: Nguyễn Thị Thu Hiền
- 2013–2017: Võ Hoàng Sơn
- 2017–2021: Lê Ngọc Quang
- 2021–2024: Đỗ Đức Hoàng[2]
- 2024–nay: Nguyễn Phương Mai

## Thời lượng phát sóng
- Trước ngày 1 tháng 4 năm 1994: 09:00–11:00; 14:00–16:00 và 19:00–23:00 hàng ngày.[3][4]
- 1 tháng 4 năm 1994[4] – 30 tháng 3 năm 1996:
  - 09:00–11:00[3] và 18:45–22:45 Thứ 2 - Thứ 7.
  - 06:00–10:00[3] và 18:45–22:45 Chủ nhật.
- Trước ngày 31 tháng 3 năm 1996 (phát chung với VTV2 & VTV3):[4]
  - 06:00–09:00[3] và 19:00–23:00 Thứ 2 - Thứ 7.
  - 06:00–10:00[3] và 19:00–23:00 Chủ nhật.
- 31 tháng 3 năm 1996[4] – 31 tháng ̣3 năm 1997: 19:00–23:00 hàng ngày.
- 31 tháng 3 năm 1997 – 30 tháng 3 năm 1998 (phát chung với VTV2 & VTV3 trên kênh 9 VHF tại Hà Nội & phủ sóng toàn quốc):[5] 06:00–08:00 và 19:00–23:00 hàng ngày.
- 31 tháng 3 năm 1998[5] – 31 tháng 12 năm 2001:[6] 05:30–10:00 và 17:00–24:00 hàng ngày.
- 1 tháng 1 năm 2002 – 31 tháng 8 năm 2010: 05:30–24:00 hàng ngày.[7]
- 1 tháng 9 năm 2010 – 14 tháng 6 năm 2011: 05:00–24:00 hàng ngày.
- 15 tháng 6 năm 2011 – nay: 24/7.

## Chương trình

### Chương trình tin tức
- Chào buổi sáng
- Thời sự; phiên bản buổi tối phát sóng lúc 19:00.
- Việt Nam hôm nay
- Chuyển động 24h

## Khẩu hiệu
- Không chỉ là thông tin (không rõ thời gian sử dụng)[8]
- Chính luận - Đa chiều - Trực diện - Hấp dẫn - Thiết thực (15 tháng 6 năm 2011 - nay)